# Indonesia Air Transport
Indonesia Air Transport ist eine indonesische Fluggesellschaft mit Sitz in Jakarta und Basis auf dem Flughafen Halim Perdanakusuma.

## Unternehmen
Indonesia Air Transport bietet eine breite Palette von Luftverkehrsdienstleistungen an, sowohl für die On- und Offshore-Öl-, Gas- und Bergbauindustrie in Indonesien und Südostasien. Das Unternehmen betreibt neben diesen Personen- und Frachtverkehr Flugzeugvermietung und Leasingdienstleistungen, Flugzeugreparaturen sowie Ausbildungseinrichtungen. Des Weiteren liefert IAT auch luftfahrttechnische Ausrüstung und Ersatzteile.
Wegen Zweifeln an der indonesischen Flugaufsicht verhängte die Europäische Kommission zeitweise über alle Fluggesellschaften aus Indonesien ein Betriebsverbot in der Europäischen Union. Davon war auch IAT betroffen.

## Flotte

### Aktuelle Flotte
Mit Stand Dezember 2021 besteht die Flotte der Indonesia Air Transport aus zwei Flugzeugen mit einem Durchschnittsalter von 20,9 Jahren:
| Flugzeugtyp        | Anzahl | bestellt | Anmerkungen    | Alter(Mai 2020) |
| ------------------ | ------ | -------- | -------------- | --------------- |
| Embraer Legacy 600 | 1      |          | Frachtflugzeug | 20,0 Jahre      |
| ATR 42-500         | 1      |          |                | 21,8 Jahre      |
| Gesamt             | 2      | –        |                | 20,9 Jahre      |

Hubschrauber:
- 4 Airbus Helicopter EC155-B1[3]

### Ehemalige Flugzeugtypen
In der Vergangenheit setzte Indonesia Air Transport bereits folgende Flugzeugtypen ein:
- Airbus A320-200
- Fokker 50
- BAC 1-11 Series 400